# James Wong

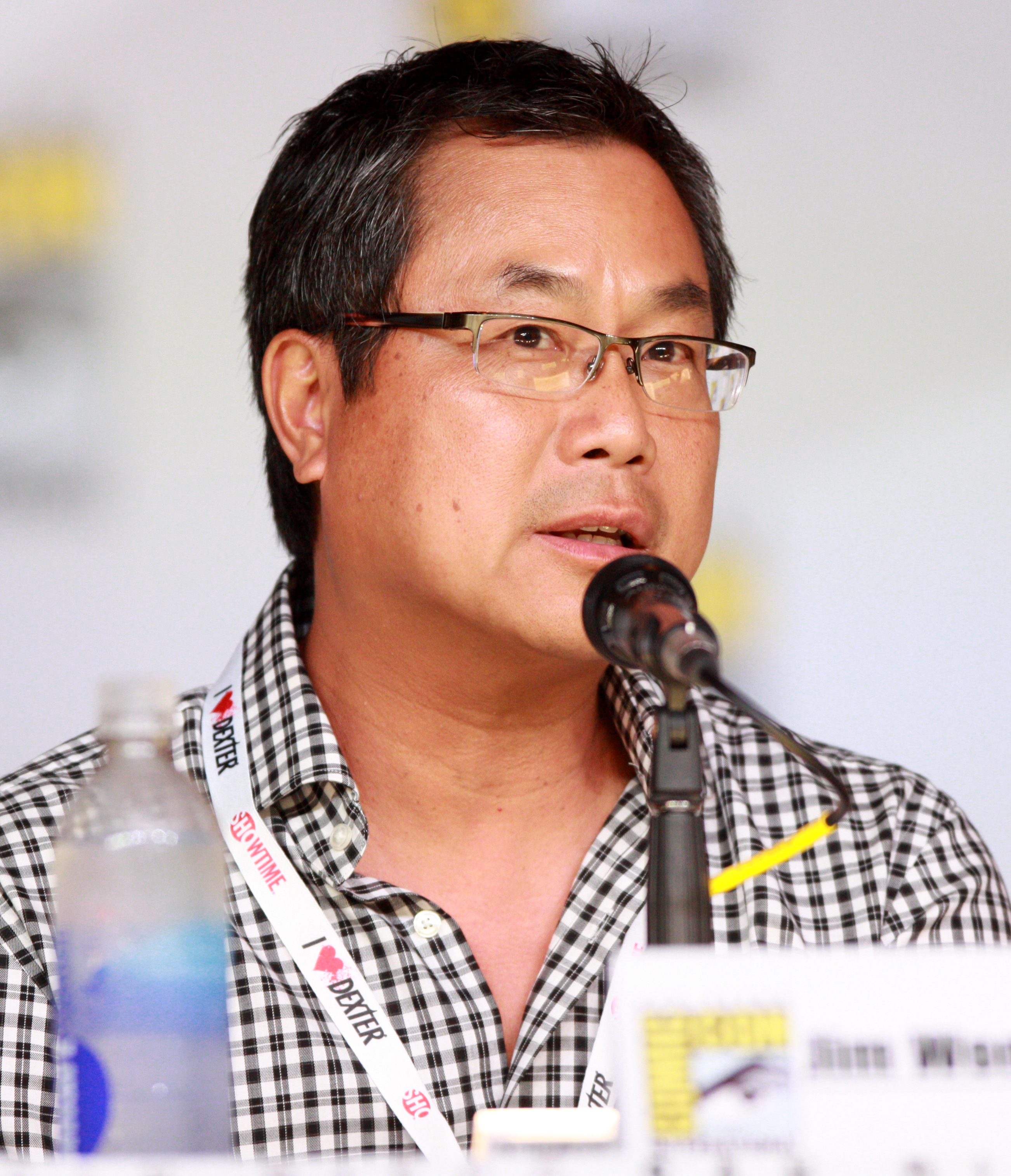
James Wong bei der Comic-Con 2013

James Wong (chinesisch 黃毅瑜 / 黄毅瑜, Pinyin Huáng Yìyú, Jyutping Wong4 Ngai6jyu4, kantonesisch Wong Ngai-yu; * 20. April 1959 in Hongkong) ist ein US-amerikanischer Produzent, Drehbuchautor und Regisseur mit chinesischen Wurzeln.
Vor allem ist er als Produzent für die Fernsehserien Akte X – Die unheimlichen Fälle des FBI und Millennium – Fürchte deinen Nächsten wie Dich selbst bekannt. Sein Debüt als Regisseur gab er im Jahre 1996 mit einer Episode von Akte X.
James Wong ist verheiratet und Vater von drei Kindern.

## Filmografie (Auswahl)

### Als Drehbuchautor
- 1985: Blinder Hass (The Boys Next Door)
- 1989–1990: 21 Jump Street – Tatort Klassenzimmer (21 Jump Street, Fernsehserie, 8 Episoden)
- 1991–1993: Der Polizeichef (The Commish, Fernsehserie, 8 Episoden)
- 1993–1997, 2016, 2018: Akte X – Die unheimlichen Fälle des FBI (The X-Files, Fernsehserie, 16 Episoden)
- 1995–1996: Space 2063 (Space: Above and Beyond, Fernsehserie, Schöpfer, Drehbuch in 10 Episoden)
- 1996–1998: Millennium – Fürchte deinen Nächsten wie Dich selbst (Millennium, Fernsehserie, 15 Episoden)
- 2000: Final Destination
- 2000: The Others (Fernsehserie, 5 Episoden)
- 2001: The One
- 2006: Final Destination 3
- 2010–2011: The Event (Fernsehserie, 4 Episoden)
- 2011–2019: American Horror Story (Fernsehserie, 14 Episoden)

### Als Regisseur
- 1996, 2016, 2018: Akte X – Die unheimlichen Fälle des FBI (The X-Files, Fernsehserie, 4 Episoden)
- 2000: Final Destination
- 2001: The One
- 2006: Final Destination 3
- 2009: Dragonball Evolution
- 2011: The Event (Fernsehserie, Episode 1x22)

### Als Produzent
- 1993–1997: Akte X – Die unheimlichen Fälle des FBI (The X-Files, Fernsehserie)
- 1995: Space 2063 (Fernsehserie)
- 2003: Willard
- 2006: Black Christmas
- 2010–2011: The Event (Fernsehserie)
- seit 2011: American Horror Story (Fernsehserie)